# Comuna Giroc, Timiș
Giroc este o comună în județul Timiș, Banat, România, formată din satele Chișoda și Giroc (reședința).

## Istorie

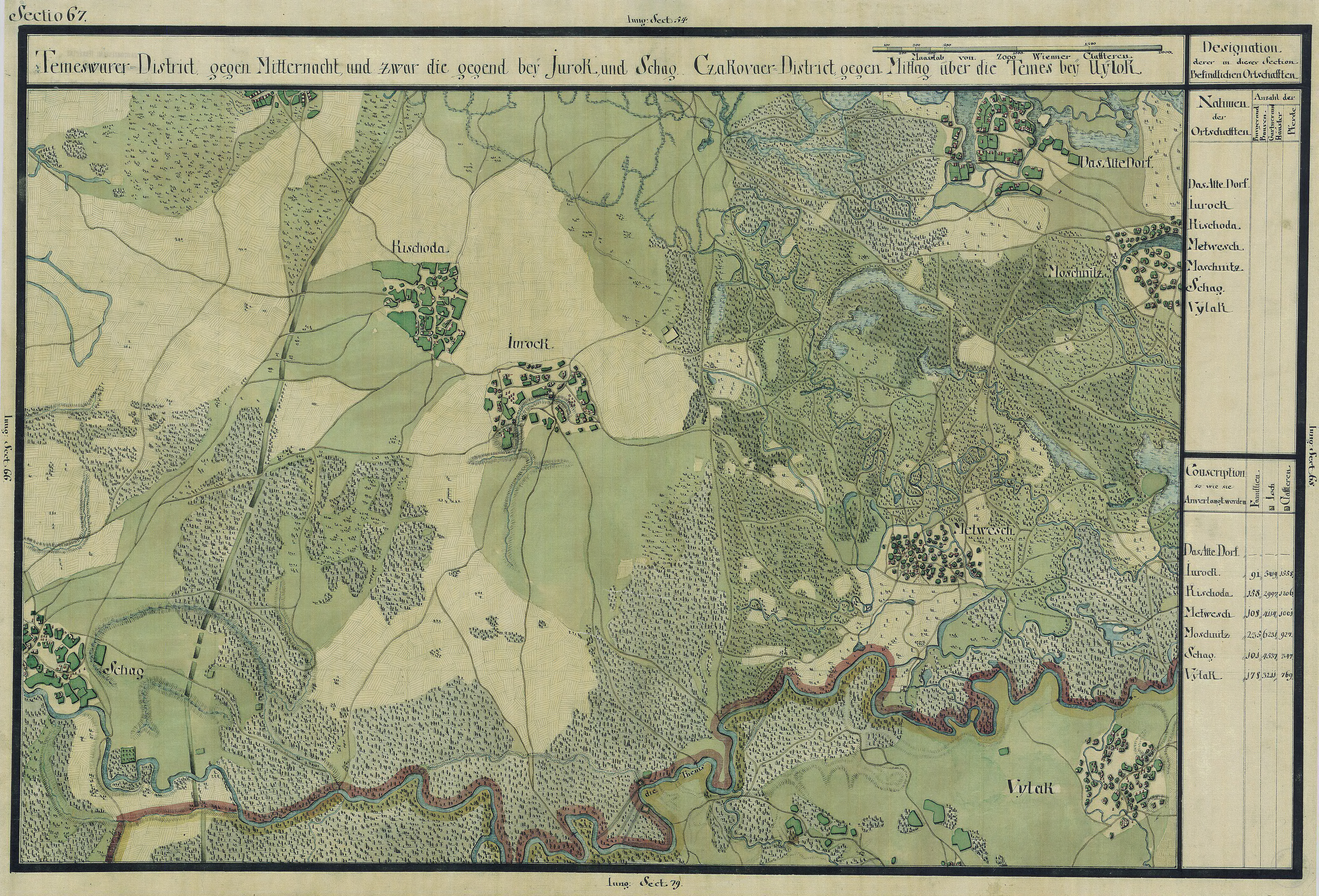
Giroc în Harta Iosefină a Banatului, 1769-72

Localitatea Giroc a fost pentru prima dată atestată documentar la 1371. Totuși, pe teritoriul comunei au fost descoperite urme arheologice care indică prezența umană începând cu epoca de piatră și epoca fierului. De asemenea au fost descoperite materiale daco-romane și urme din neoliticul mijlociu. Tot pe teritoriul comunei a fost descoperită și vatra unei așezări aparținând Culturii Cucuteni - Belegis.
În perioada de după prima atestare documentare, istoria Girocului a evoluat în ton cu evoluția politico-economică a Banatului. La 1379 exista la Giroc un jude. În 1745 este amintit cneazul de Giroc. Locuitorii au fost pentru mult timp majoritari români ortodocși, iobagi; terenul agricol era proprietate a Camerei Aulice de la Viena. Între 1865 - 1870 a avut loc o primă colonizare a Girocului cu familii de germani (șvabi bănățeni) din Grabaț, Lenauheim, Variaș. Importanța Girocului crește, devenind centru de plasă la 1870. În 1897 se înființează aici „Banca Populară Ghiroceană” .
Între 1910 - 1912 a sosit la Giroc un nou val de coloniști germani din Nițchidorf. După unirea Banatului cu România, în 1920, denumirea oficială s-a schimbat din Gyüreg în cea română de Giroc.

## Politică
Comuna Giroc este administrată de un primar și un consiliu local compus din 19 consilieri. Primarul, Dan Vîrtosu[*], de la Partidul Național Liberal, este în funcție din 1 noiembrie 2024. Începând cu alegerile locale din 2024, consiliul local are următoarea componență pe partide politice:
|  | Partid                          | Consilieri | Componența Consiliului | Componența Consiliului | Componența Consiliului | Componența Consiliului | Componența Consiliului | Componența Consiliului | Componența Consiliului | Componența Consiliului |
|  | ------------------------------- | ---------- | ---------------------- | ---------------------- | ---------------------- | ---------------------- | ---------------------- | ---------------------- | ---------------------- | ---------------------- |
|  | Partidul Național Liberal       | 8          |                        |                        |                        |                        |                        |                        |                        |                        |
|  | Alianța Dreapta Unită           | 6          |                        |                        |                        |                        |                        |                        |                        |                        |
|  | Partidul Social Democrat        | 3          |                        |                        |                        |                        |                        |                        |                        |                        |
|  | Alianța pentru Unirea Românilor | 2          |                        |                        |                        |                        |                        |                        |                        |                        |

Atâr primarul cât și viceprimarul comunei fac parte din PSD. Consiliul Local este constituit din 15 consilieri, împărțiți astfel:
|  | Partid                                      | Consilieri | Componența | Componența | Componența | Componența | Componența | Componența |
|  | ------------------------------------------- | ---------- | ---------- | ---------- | ---------- | ---------- | ---------- | ---------- |
|  | Partidul Social Democrat                    | 6          |            |            |            |            |            |            |
|  | Alianța Dreptate și Adevăr (2 PD și 2 PNL)  | 4          |            |            |            |            |            |            |
|  | Partidul Național Țărănesc Creștin Democrat | 1          |            |            |            |            |            |            |
|  | Partidul România Mare                       | 1          |            |            |            |            |            |            |
|  | Partidul Conservator (PUR)                  | 1          |            |            |            |            |            |            |

## Obiective turistice
- Mânăstirea Timișeni
- Pădurea Giroc
- Lunca Timișului (sit de importanță comunitară inclus în rețeaua europeană Natura 2000 în România)

## Demografie
Componența etnică a comunei Giroc
     Români (76,16%)
     Maghiari (1,41%)
     Alte etnii (1,91%)
     Necunoscută (20,52%)
Componența confesională a comunei Giroc
     Ortodocși (64,96%)
     Romano-catolici (3,74%)
     Baptiști (2,06%)
     Penticostali (1,94%)
     Alte religii (4,71%)
     Necunoscută (22,59%)
Conform recensământului efectuat în 2021, populația comunei Giroc se ridică la 22.270 de locuitori, în creștere față de recensământul anterior din 2011, când fuseseră înregistrați 8.388 de locuitori. Majoritatea locuitorilor sunt români (76,16%), cu o minoritate de maghiari (1,41%), iar pentru 20,52% nu se cunoaște apartenența etnică. Din punct de vedere confesional, majoritatea locuitorilor sunt ortodocși (64,96%), cu minorități de romano-catolici (3,74%), baptiști (2,06%) și penticostali (1,94%), iar pentru 22,59% nu se cunoaște apartenența confesională.

## Personalități născute aici
- Petrică Moise (1947 - 2021), interpret și compozitor de muzică populară.